# Жак Сониер
Жак Сониер (Jacques Saunière) е измислен герой от романа Шифърът на Леонардо на американския писател Дан Браун. Сониер е уредник на Лувъра, върховен магистрат на древното тайно общество Орден на Сион и дядо на Софи Нево. Преди да бъде убит от Сила (албинос монах) в музея, той разкрива невярна информация на Сила за ключовия камък на ордена, който съдържа информация за истинското местонахождение на свещения Граал. След като е прострелян в стомаха, той използва последните минути от живота си, за да подреди серия от улики за неговата отчуждила се внучка, Софи. Тя трябва да разкрие загадките около смъртта му и да запази тайната, пазена от Ордена на Сион. Името на Сониер произлиза от Беранже Сониер, личност, споменавана в книгата Светата кръв и свещеният Граал.